# Arinto
Arinto ist eine alte Weißweinsorte. Sie wird nur mehr in Portugal angebaut.

## Verbreitung
Aufgrund der guten Qualität der aus ihr erzeugten Weißweine lag die weltweite Anbaufläche bei 4446 ha.

## Ampelografische Sortenmerkmale
- Die Triebspitze ist offen. Sie ist weißwollig behaart. Die Jungblätter sind gelblich und bronzefarben gefleckt (Anthocyanflecken).
- Die großen dunkelgrünen Blätter sind schwach fünflappig. Die Stielbucht ist lyren-förmig geschlossen. Das Blatt ist stumpf gezähnt.
- Die Traube ist mittelgroß bis groß. Die rundlichen bis leicht ovalen Beeren sind mittelgroß bis groß und von goldgelber Farbe.

## Eigenschaften
Die Sorte ist ertragsschwach und anfällig gegen Rohfäule. Die Pflanze reagiert sensibel auf Trockenstress.

## Wein
Sie ähnelt wegen ihrer feinen Säure dem Riesling, die beiden Sorten sind allerdings nicht miteinander verwandt. In Bucelas wird der Weißwein "Bucelas" gekeltert, und der Anteil von Arinto muss in diesen Weinen mindestens 75 % betragen. Auch der Vinho Verde enthält Arinto-Trauben.

## Synonyme
Arintho, Arintho du Dao, Arinto Cachudo, Arinto Cercial, Arinto D'Anadia, Arinto de Bucelas, ‘Arinto Galego, Asal Espanhol, Asal Galego, Assario Branco, Azal Espanhol, Azal Galego, Boal Cachudo, Branco Espanhol, Cerceal, Chapeludo, Malvasia Fina, Pe de Perdiz Branco, Pederna, Pedernao, Pedrena, Terrantez da Terceira, Val De Arintho